# Royal Aircraft Factory A.E.3
El Royal Aircraft Factory A.E.3 (Armed o Armoured Experimental), también conocido como Farnborough Ram (Ariete de Farnborough), fue un prototipo blindado de avión de ataque a tierra británico, de la Primera Guerra Mundial. El A.E.3, que fue un desarrollo del N.E.1 de la Royal Aircraft Factory, era un biplano propulsor monomotor biplaza. Se construyeron tres ejemplares en 1918, pero el modelo era ineficaz, por lo que no hubo más producción.

## Diseño y desarrollo
A finales de 1917, la Royal Aircraft Factory comenzó el diseño de un avión biplaza de patrulla de combate fuertemente blindado para el Real Cuerpo Aéreo, diseñado para realizar observaciones en combate con la infantería, una tarea que requería volar a baja altura sobre el frente, exponiendo el avión al fuego de armas ligeras desde las trincheras del enemigo. Se ordenaron tres prototipos del diseño resultante, designado A.E.3. Era un biplano propulsor monomotor, basado en el caza nocturno N.E.1. Retenía la mayor parte de la estructura del N.E.1, incluyendo las alas exteriores, tren de aterrizaje, plano de cola y botalones, pero disponía de una nueva góndola acorazada construida completamente con placas blindadas. Se montaron dos ametralladoras Lewis en un montaje blindado en la parte frontal de la góndola que permitía inclinar las armas para atacar objetivos justo debajo, mientras que se montó otra Lewis en un montaje de pilar entre el artillero y el piloto, para defender el avión en caso de ataque.
Estaba previsto originalmente que el A.E.3 estuviera propulsado por el mismo motor Hispano-Suiza V8 que llevaba el N.E.1, pero había una gran carestía del mismo, con más de 400 cazas S.E.5A incompletos por la falta de motores en enero de 1918, por lo que se decidió usar motores alternativos, siendo elegido el Sunbeam Arab para el primer prototipo, y el Bentley BR.2 rotativo (que habría sido utilizado si el avión hubiese entrado en producción) para el segundo.
El primer A.E.1 voló durante abril de 1918, siguiéndole el segundo prototipo el 1 de junio del mismo año, mientras que el tercero, que estaba propulsado por un motor Arab, y estaba equipado con blindaje delantero cementado, fue acabado más tarde el mismo mes. Por esa época, la Royal Aircraft Factory había sido renombrada como Royal Aircraft Establishment, y el A.E.1 recibió el nombre de Farnborough Ram, siendo el único avión diseñado por la Royal Aircraft Factory que recibió un nombre oficial. Las aeronaves con motor Arab fueron llamadas Ram I, y la de motor Bentley, Ram II.
El Ram II fue enviado a Francia a finales de junio, para realizar pruebas de idoneidad para su uso operativo. No resultaron exitosas, siendo considerado el Ram como lento, pesado de controles e inadecuado para maniobrar cerca del suelo. Tras estas pruebas, el General de División John Salmond, jefe de la RAF en zona, declaró en una carta al Ministerio del Aire: "No considero útil esta máquina para ningún propósito militar... Recomendaría que cesaran todos los trabajos en esta máquina". No hubo más desarrollos tras esta condena.

## Variantes
A.E.3 Ram I
Primer y tercer prototipos, con motor Sunbeam Arab, dos construidos.
A.E.3 Ram II
Segundo prototipo, con motor rotativo Bentley BR.2, uno construido.

## Operadores
Reino Unido
- Real Cuerpo Aéreo

## Especificaciones (Ram I)
Referencia datos: The British Fighter since 1912

### Características generales
- Tripulación: Dos (piloto y artillero)
- Longitud: 8,4 m (27,7 ft)
- Envergadura: 14,6 m (47,9 ft)
- Altura: 3,1 m (10 ft)
- Superficie alar: 51 m²[5]
- Planta motriz: 1× motor lineal V-8 refrigerado por agua Sunbeam Arab.
  - Potencia: 150 kW (207 HP; 204 CV)

### Rendimiento
- Velocidad máxima operativa (Vno): 153 km/h (95 MPH; 83 kt)

### Armamento
- Ametralladoras: 

  - 3x Lewis de 7,7 mm (dos en afuste doble frontal móvil, otra en afuste de pilar)

## Aeronaves relacionadas

### Desarrollos relacionados
- Royal Aircraft Factory F.E.9
- Royal Aircraft Factory N.E.1

### Aeronaves similares
- Junkers J.I
- AEG J.I
- Albatros J.I
- Sopwith Salamander

### Secuencias de designación
- Secuencia A.E._ (interna de Royal Aircraft Factory (Armoured Experimental)): A.E.1 - A.E.2 - A.E.3